# Marcos Mina
Marcos Mina (Cali, Colombia; 12 de abril de 1999) es un futbolista colombiano. Juega de defensa y su equipo actual es el América de Cali de la Categoría Primera A.

## Trayectoria
Formado en las divisiones inferiores del Deportes Quindío y, ya en el profesionalismo, fue al Universitario de Popayán y recaló en el Club Boca Juniors de Cali. Allí partió al fútbol croata, exactamente al HNK Sibenik, equipo que lo tuvo entre sus filas por dos años y medio.
El 24 de julio de 2023 es fichado por el América de Cali de la Primera División de Colombia. Debutó el 31 de julio ante el Deportivo Pasto en el torneo local.

## Estadísticas
Actualizado al último partido disputado el 1 de abril de 2024.
| Club                                | Div.          | Temporada     | Liga  | Liga  | Copas nacionales | Copas nacionales | Copas internacionales | Copas internacionales | Total | Total |
| Club                                | Div.          | Temporada     | Part. | Goles | Part.            | Goles            | Part.                 | Goles                 | Part. | Goles |
| ----------------------------------- | ------------- | ------------- | ----- | ----- | ---------------- | ---------------- | --------------------- | --------------------- | ----- | ----- |
| Universitario de Popayán · Colombia | 2.ª           | 2018          | 15    | 0     | 1                | 0                | 0                     | 0                     | 16    | 0     |
| Universitario de Popayán · Colombia | 2.ª           | 2019          | 22    | 0     | 2                | 0                | 0                     | 0                     | 24    | 0     |
| Universitario de Popayán · Colombia | Total club    | Total club    | 37    | 0     | 3                | 0                | 0                     | 0                     | 40    | 0     |
| HNK Šibenik · Croacia               | 1.ª           | 2020/2021     | 10    | 0     | 1                | 0                | 0                     | 0                     | 11    | 0     |
| HNK Šibenik · Croacia               | 1.ª           | 2021/2022     | 23    | 1     | 1                | 0                | 0                     | 0                     | 24    | 1     |
| HNK Šibenik · Croacia               | 1.ª           | 2022/2023     | 30    | 1     | 3                | 0                | 0                     | 0                     | 33    | 1     |
| HNK Šibenik · Croacia               | Total club    | Total club    | 63    | 2     | 5                | 0                | 0                     | 0                     | 68    | 2     |
| América de Cali · Colombia          | 1.ª           | 2023          | 15    | 0     | 1                | 0                | 0                     | 0                     | 16    | 0     |
| América de Cali · Colombia          | Total club    | Total club    | 15    | 0     | 1                | 0                | 0                     | 0                     | 16    | 0     |
| Total carrera                       | Total carrera | Total carrera | 100   | 2     | 8                | 0                | 0                     | 0                     | 108   | 2     |